# Савинцы (Афанасьевский район)
 Савинцы  — село в Афанасьевском районе Кировской области в составе Ичетовкинского сельского поселения.

## География
Расположено на расстоянии примерно 16 км на север-северо-восток по прямой от райцентра поселка  Афанасьево.

## История
Основано в  1861 году, в 1865 построена здесь деревянная Христорождественская церковь. В 1905 году здесь (село Зюздино-Христорождественское) было учтено дворов 3 и жителей 17, в 1926 (деревня Савинский или Христорождественская) 73 и 278, в 1950 (Савинская) 77 и 190, в 1989 проживало 235 человек. Настоящее название утвердилось с 1978 года.  

## Население
Постоянное население составляло 250 человек (русские 100%) в 2002 году, 210 в 2010.